# Simone Coppo
Simone Coppo eller Sim Coppo (født 19. november 1991 i Asti) er en italiensk skuespiller, kendt for tv-serier som Una grande famiglia, Familien Löwander og I Know This Much Is True.
Han har ligeledes medvirket i en række spillefilm og i dokumentarfilmen Fellini Forward om instruktøren og forfatteren Francesca Fabbri Fellini.

## Filmografi
- 2022 - Stromboli – Luigi
- 2021 - Fellini Forward (dokumentarisk film) - Fellini
- 2021 - Jorden rundt i 80 dage (tv-serie) - Marco
- 2021 - A feleségem története (Ungarn) – Ridolfi
- 2020 - I Know This Much Is True – Vicenzo Tempesta
- 2018 - L'isola di Pietro (tv-serie) – Jonathan
- 2017-2020 - Familien Löwander – Angelo
- 2017-2018 - Sacrificio d'amore (tv-serie) – Giosuè Terzi
- 2016 - La verità sta in cielo – assistent Marcinkus
- 2015 - Lontana da me (tv-serie) – Marco
- 2015 - Una grande famiglia (tv-serie) – Jamal
- 2014 - Sguinzagliate (tv-serie) – Vacanze Invernali
- 2014 - Io rom romantica – Elvis
- 2014 - Gli abiti del male (tv-serie) – Luca